# Scrapie

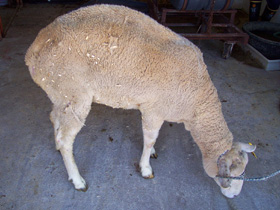
Schaap met scrapie, met afwijkende kophouding, loop en met gewichtsverlies

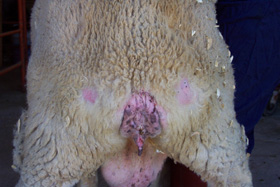
Schuurplekken door scrapie

Scrapie of schuurziekte is een ziekte aan het centraal zenuwstelsel bij schapen en geiten, die veroorzaakt wordt door prionen. De ziekte behoort tot de TSE’s (transmissible spongiform encephalopathies), waartoe ook boviene spongiforme encefalopathie (BSE), de ziekte van Creutzfeldt-Jakob en kuru, een prionziekte bij menseneters op Nieuw-Guinea, behoren.
Volgens de huidige inzichten is de ziekte niet gevaarlijk voor de volksgezondheid. Maar om alle risico’s te vermijden worden besmette dieren buiten de voedselketen gehouden.
Rond 1750 werd scrapie voor het eerst beschreven in het Verenigd Koninkrijk. In Nederland is de ziekte in oktober 1957 voor het eerst gezien. Scrapie komt op ruim zes procent van de schapenbedrijven voor. De ziekte komt niet vaak voor bij geiten. In Nederland is nog nooit scrapie vastgesteld bij geiten. De besmetting kan overgedragen worden door een moederdier aan haar jong. Maar kan ook plaatsvinden door eten van besmet vleesbeendermeel. Besmetting kan ook worden overgedragen door teken.
De naam is afkomstig van het belangrijkste symptoom, het schuren (in het Engels: to scrape) wat zieke dieren voortdurend doen. Door dit schuren ontstaan allerlei huidafwijkingen. Daarnaast zijn er afwijkingen in de bewegingen, zoals een onzekere gang, rillen en trillen. De dieren vermageren terwijl ze een normale eetlust houden. De ziekte heeft een lange incubatieperiode, is dodelijk en heeft een verloop van 14 dagen tot 6 maanden.
Door weefselonderzoek van de hersenen van dode dieren wordt de diagnose definitief vastgesteld. Bij schapen is het mogelijk om prionen aan te tonen in de tonsillen, milt, darm en lymfeklieren. De tonsiltest is het meest geschikt om scrapie in een vroeg stadium te ontdekken bij schapen die nog geen ziekteverschijnselen hebben. 
Uit onderzoek is gebleken dat sommige genotypes van schapen resistent zijn tegen scrapie en andere gevoelig ervoor. Daartussen zijn een aantal genotypes met uiteenlopende resistentie tegen de ziekte. Door middel van bloedonderzoek kan het genotype bepaald worden. Tot nu toe is er weinig bekend over het verband tussen genotype en resistentie bij geiten. 

## Scrapiebestrijdingsprogramma
Omdat scrapie niet te onderscheiden is van BSE (wat wel gevaarlijk kan zijn voor de volksgezondheid) doet de EU er alles aan om tot een goed bestrijdingsprogramma te komen, om deze prionziekten geleidelijk terug te dringen en uiteindelijk volledig uit te bannen.
Vanaf 1993 is het verplicht om scrapie te melden op basis van de Europese regelgeving.
In 1994 komt er een verbod op het voeren van vleesbeendermeel van zoogdieren aan herkauwers. In januari 2001 werd dit aangescherpt tot een totaalverbod op het voeden van vleesbeendermeel aan landbouwhuisdieren.
Sinds 1998 is toezicht en passieve bewaking van de schapen- en geitenpopulatie in verband met de aanwezigheid van scrapie in de EU verplicht.
Per 1 januari 2002 wordt in Nederland 10% van de slachtschapen en geiten ouder dan 18 maanden getest op scrapie. In 2002 zijn ruim 370.000 dieren getest. Op schapenhouderijen die besmet zijn met scrapie worden sinds 1 oktober 2003 de voor scrapie gevoelige dieren gedood en vernietigd. Op besmette geitenhouderijen worden alle dieren gedood en vernietigd.
Vanaf oktober 2004 mogen in Nederland alleen resistente (met het ARR/ARR genotype) dekrammen gebruikt worden met als doel het fokken van scrapie-ongevoelige schapen.

## Scrapiebewakingsprogramma
Schapen- en geitenhouders kunnen meedoen aan het scrapiebewakingsprogramma. Hiervoor moeten ze elk jaar koppen van afgevoerde dieren (die minstens 2 jaar op het bedrijf aanwezig waren) beschikbaar stellen voor hersenonderzoek. Het aantal koppen per jaar is afhankelijk van de koppelgrootte. Als drie jaar achtereen de onderzoeken van de koppen negatief zijn en er geen klinische verschijnselen op het bedrijf zijn geweest, krijgt het bedrijf een scrapie-onverdachtstatus. Alleen bedrijven die de status onverdacht hebben, mogen exporteren naar andere EU-lidstaten.